# Prinsesa ng Banyera
Prinsesa ng Banyera é uma telenovela filipina produzida e exibida pela ABS-CBN, cuja transmissão ocorreu em 2007.

## Elenco
- Kristine Hermosa - Maningning Burgos
- Ana Mina - Cassandra Ynarez
- TJ Trinidad - Eric Fragante
- Rafael Rosell - Charles Perrei
- Jacklyn Jose - Virgie Burgos